# Les Enquêtes impossibles
Les Enquêtes impossibles est une émission de télévision française consacrée aux enquêtes criminelles, à la police scientifique et à la médecine légale. Il s'agit, principalement, de l'adaptation en français des numéros des séries américaines American Justice (en) et Forensic Files et de la série australienne Forensic Investigators, qui toutes les trois relatent des faits divers réels. L'émission est, le plus souvent, présentée et entrecoupée de résumés et de commentaires de Pierre Bellemare, semblables à ceux de Bill Kurtis (en), présentateur d'American Justice : mise en perspective dans l'histoire générale de la criminologie, évocation d'autres affaires, notamment françaises, en rapport avec le cas traité, plus rarement précisions sur les suites de l'affaire, inconnues au moment de la diffusion du numéro d'origine.

## Séries originales
Les numéros, produits et traduits en France par AB, diffusés sur NT1 en 2005 et 2016, sont des adaptations de l'émission américaine Forensic Files diffusée sur la chaîne câblée Court TV – devenue par la suite TruTV – de 1996 à 2011 ; il existe plus de 400 numéros d'environ vingt-deux minutes de cette série.
D'autres numéros des Enquêtes impossibles, durant chacun environ une heure, sont adaptés de la série australienne Forensic Investigators, composée de 33 numéros, diffusés de 2004 à 2006 sur Seven Network.
Fin novembre 2013, l'émission se dote d'un nouvel habillage : nouveau générique, nouveau décor derrière les interventions de Pierre Bellemare et surtout nouveaux épisodes basés cette fois sur l'émission américaine Unusual Suspects (en). 
Cette dernière est diffusée depuis juin 2010 aux États-Unis sur la chaîne Investigation Discovery. L'émission est produite par LMNO Cable Group, et est toujours en production, avec plus de 60 épisodes diffusés.
Il est à noter que ce nouvel habillage des Enquêtes impossibles réadapte aussi d'anciens numéros de Forensic Files.

## Format
Les Enquêtes impossibles ajoutent, au doublage des numéros d'origine, l'insertion de commentaires dits par Pierre Bellemare, lequel est filmé sur fond bleu et commente les histoires évoquées, à la manière d'Alain Decaux dans Alain Decaux raconte. Les numéros de Forensic Files, qui ne durent à l'origine pas plus de trente minutes, sont, le plus souvent, diffusées deux par deux dans le cadre des Enquêtes impossibles, sans nécessairement respecter l'ordre initial de diffusion aux États-Unis.
Charte graphique et logotype : le titre de l'émission Les Enquêtes impossibles a pour fond l'image, en blanc sur fond bleu, de l'empreinte d'un pouce ; il est très différent des logos des émissions originales.

## Diffusion en France et dans les pays francophones
Les numéros de la série, présentés par Pierre Bellemare, sont diffusés sur NT1 (TFX) du 1er septembre 2008 à 2016. Certains sont narrés en voix off par le comédien Benoît Allemane. En Belgique, la première diffusion remonte sur AB3 dès 2004 avec Pierre Bellemarre. Des numéros de la série, sans les interventions de Pierre Bellemare, ont été diffusés sur La Une. L'émission est également diffusée sur RTL9 et TF1 Séries Films. Depuis le 2 avril 2018, des épisodes inédits sont diffusés en après-midi, adapté d'un nouveau format, sans interventions de Pierre Bellemare sur Chérie 25. À partir du 11 avril 2022, l'émission sera rediffusée sur RTL9, tous les jours de 15 h 30 à 17 h 10, sauf le week-end.

## Épisodes
Certains épisodes ne sont plus disponibles en accord avec l'arrêt de la Cour de justice de l'Union européenne de 2014 sur le droit à l'oubli notamment celui concernant le meurtre de Julie Ybanez.
- épisodes diffusés sur RTL9 :
  - Journal d'un cow-boy / La mort qui parle (Ab Productions 2014)
    - programmes originaux : "Killer cattle log" / "Skin of her teeth" © 2000 Medstar
    - production déléguée : Ab Productions, Richard Maroko, Nathalie Neuman
    - production exécutive : Pbrt
    - présenté par Pierre Bellemare
    - chef de projet : Isabelle Joguet
    - enquêtrice : Magda Benredjem
    - auteur : Jérôme Equer
    - réalisateur : Fabien Lamotte
    - musique : Hervé Baudon

  - Pas à pas / Coup de filet  ( Ab Productions 2014)
    - programmes originaux : "Treading not so lightly" / "Shopping spree" © 2000-2001 Medstar
    - production déléguée : Ab Productions, Richard Maroko, Nathalie Neuman
    - production exécutive : Pbrt
    - présenté par Pierre Bellemare
    - chef de projet : Isabelle Joguet
    - enquêtrice : Magda Benredjem
    - auteur : Jérôme Equer
    - réalisateur : Fabien Lamotte
    - musique : Hervé Baudon

  - Muet à jamais / Le message de l'ADN ( Ab Productions 2014)
    - programmes originaux : "Soft touch"/ "Photo finish" © 2000-2001 Medstar
    - production déléguée : Ab Productions, Richard Maroko, Nathalie Neuman
    - production exécutive : Pbrt
    - présenté par Pierre Bellemare
    - chef de projet : Isabelle Joguet
    - enquêtrice : Magda Benredjem
    - auteur : Jérôme Equer
    - réalisateur : Fabien Lamotte
    - musique : Hervé Baudon

  - A un poil près / Pièce maîtresse Ab Productions 2014)
    - programmes originaux : "Within a hair"/ "Chief evidence" © 2002 Medstar
    - production déléguée : Ab Productions, Richard Maroko, Nathalie Neuman
    - production exécutive : Pbrt
    - présenté par Pierre Bellemare
    - chef de projet : Isabelle Joguet
    - enquêtrice : Magda Benredjem
    - auteur : Jérôme Equer
    - réalisateur : Fabien Lamotte
    - musique : Hervé Baudon

### Fiche technique de l'émission française
- Présentation : Pierre Bellemare
- Narration : Nicolas Stoufflet, Benoît Allemane
- Doublage : Gérard Surugue, Damien Cochereau, Laurent Jacquet, Georges Caudron, Sabrina Marchese, Anne Gennadas
- Musique : Alan Ett Musique Groupe